# Wacław III rybnicki
Wacław III rybnicki, Wacław III Prostaczek (ur. ok. 1442, zm. 1478) – książę karniowsko-raciborsko-rybnicki w latach 1452–1456, w wyniku podziału książę na Rybniku, Pszczynie i Żorach w latach 1456–1473. Pochodził z dynastii Przemyślidów.
Wacław III był młodszym synem księcia karniowskiego Mikołaja V, oraz jego pierwszej żony szlachcianki Małgorzaty Klema z Ligoty.
W chwili śmierci ojca 1452 r. był jeszcze małoletni, a władzę regencyjną w księstwie przejął stryj Wacław II. Okres regencji zakończył się w 1456 r., kiedy to starszy przyrodni brat Jan IV wydzielił Wacławowi III dzielnicę z Rybnikiem, Pszczyną i Żorami, jako głównymi grodami.
Podobnie, jak reszta Przemyślidów w wojnie najpierw Jerzego z Podiebradów, a potem Władysława Jagiellończyka z królem węgierskim Maciejem Korwinem, Wacław stanął po stronie tych pierwszych. Wierność królom czeskim opłacił utratą wszystkich posiadłości podczas wyprawy Korwina na Śląsk w 1473 r. Ratujący się ucieczką Wacław III dostał się do niewoli sojusznika węgierskiego władcy – Wiktoryna z Podiebradów, który uwięził go w dzierżonym przez siebie Kłodzku. Tam też książę zmarł pięć lat później w zapomnieniu.
Wacław III nie był żonaty i nie pozostawił potomstwa.